# محمد سمير الصبان
محمد سمير الصبان هو كاتب مصري. بدأ عالم الكتابة منذ 33 عاماٞ 1988 لذلك لديه رصيد كبير من الكتب 46 كتاب (20) كتاب مؤلف و(26) مؤلف مشارك.

## مؤلفات
| الكتاب                                                                                | الناشر                                     | سنة الإصدار | عدد الصفحات | اللغة   |
| ------------------------------------------------------------------------------------- | ------------------------------------------ | ----------- | ----------- | ------- |
| «االأصول العلمية للمراجعة بين النظرية والممارسة»                                      | دار الوفاء لدنيا الطباعة والنشر            | 1988        | 617         | العربية |
| «مباديْ المحاسبة المالية كنظام للمعلومات»                                              | دار النهضة العربية للطباعة والنشر والتوزيع | 2012        | 200         | العربية |
| «أصول القياس والاتصال المحاسبي»                                                       | دار النهضة العربية للطباعة والنشر والتوزيع | 1988        | 682         | العربية |
| «التطور المحاسبي والمشاكل المحاسبية المعاصرة»                                         | دار النهضة العربية للطباعة والنشر والتوزيع | 1988        | 456         | العربية |
| «المحاسبة المتوسطة (القياس والإفصاح وفقا لمعايير المحاسبة المالية)»                   | دار النهضة العربية للطباعة والنشر والتوزيع | 2012        | غير معروف   | العربية |
| «القياس والتحليل المحاسبي»                                                            | دار التعليم الجامعى                        | 2013        | 346         | العربية |
| «دراسات في الأنظمة المحاسبية الخاصة»                                                  | دار النهضة العربية للطباعة والنشر والتوزيع | 1988        | 462         | العربية |
| «نماذج حلول اسئله وحالات كتاب المراجعه - بين النظريه والتطبيق»                        | الدار الجامعية                             | 1990        | غير معروف   | العربية |
| «الاسس العلميه والعمليه لمراجعه الحسابات»                                             | القاهرة: الدار الجامعية                    | 2002        | غير معروف   | العربية |
| «الاسس العلميه والعمليه لمحاسبة شركات الاشخاص والاموال»                               | الدار الجامعية                             | 2005        | غير معروف   | العربية |
| «اصول المراجعه الخارجيه: اصول المراجعه الخارجيه -المفاهيم العلميه والاجراءات العلميه» | الدار الجامعية                             | 2012        | غير معروف   | العربية |
| «المراجعة»                                                                            | الدار الجامعية                             | 1997        | غير معروف   | العربية |
| «المحاسبة المالية الاصول العلمية والعملية للقياس والانتقال المحاسبي»                  | الدار الجامعية                             | غير معروف   | غير معروف   | العربية |
| «دراسات في المحاسبة المالية»                                                          | الدار الجامعية                             | 2004        | غير معروف   | العربية |
| «اسئلة وحالات كتاب المراجعة بين التنظير والتطبيق»                                     | الدار الجامعية                             | 1990        | غير معروف   | العربية |
| «المحاسبه المتوسطه: الاطار الفكري والعملي للمحاسبه كنظام للمعلومات»                   | الدار الجامعية                             | 2003        | غير معروف   | العربية |
| «المراجعة بين التنظير والتطبيق»                                                       | الدار الجامعية                             | 1990        | 245         | العربية |
| «الأسس العلمية والعملية لمراجعة الحسابات»                                             | الدار الجامعية                             | غير معروف   | غير معروف   | العربية |

## مؤلف مشارك
| الكتاب                                                                       | الناشر                  | سنة الإصدار | عدد الصفحات | اللغة   |
| ---------------------------------------------------------------------------- | ----------------------- | ----------- | ----------- | ------- |
| «التطور المحاسبي والمشاكل المحاسبية المعاصرة»                                | الدار الجامعية          | 1990        | غير معروف   | العربية |
| «دراسات في المحاسبة المالية المتوسطة (1)»                                    | القاهرة: الدار الجامعية | 2001        | 150         | العربية |
| «الاسس العامة في القياس والافصاح المحاسبي (انظرية والتطبيث)»                 | الدار الجامعية          | 1995        | 280         | العربية |
| «الاسس العلمية والعملية لمراجعة الحاسبات»                                    | الدار الجامعية          | 2002        | 340         | العربية |
| «المحاسبة المتوسطه»                                                          | الدار الجامعية          | 2003        | 122         | العربية |
| «اصول المحاسبه المالية»                                                      | الدار الجامعية          | 1988        | 320         | العربية |
| «المراجعه بين التنظير التطبيق»                                               | الدار الجامعية          | 1990        | 465         | العربية |
| «المحاسبة الماليه»                                                           | الدار الجامعية          | 1993        | 560         | العربية |
| «اصول المحاسبة المالية مقدمة في الاسس والمفاهيم والمبادى والقواعد والاجراءت» | الدار الجامعية          | 1988        | 463         | العربية |
| «اصول القياس والاتصال المحاسبي»                                              | الدار الجامعية          | 1990        | 245         | العربية |
| «المراجعة بين التحضير والتطبيق»                                              | الدار الجامعية          | 1990        | 345         | العربية |
| «حلول كتاب المحاسبة المالية القياس والاتصال المحاسبي»                        | الدار الجامعية          | 1990        | 160         | العربية |
| «المراجعة بين التنظير والتطبيق»                                              | الدار الجامعية          | 1990        | 110         | العربية |
| «المحاسبة المالية القياس والاتصال المحاسبي»                                  | الدار الجامعية          | 2001        | 105         | العربية |
| «المراجعة بين التحضير والتطبيق»                                              | الدار الجامعية          | 1990        | 345         | العربية |
| «الأصول العلمية للمحاسبة المالية»                                            | الدار الجامعية          | 1997        | غير معروف   | العربية |
| «المراجعه الخارجيه»                                                          | الدار الجامعية          | 2002        | غير معروف   | العربية |
| «المحاسبة المتوسطة»                                                          | الدار الجامعية          | 1997        | غير معروف   | العربية |
| «المحاسبة المتوسطة القياس والافصاح»                                          | الدار الجامعية          | 2002/2003   | غير معروف   | العربية |
| «المحاسبة المتوسطة اسس القياس»                                               | الدار الجامعية          | 1997        | غير معروف   | العربية |
| «مراجعة الحسابات»                                                            | الدار الجامعية          | 1988        | غير معروف   | العربية |
| «الرقابة و المراجعة الداخلية»                                                | الدار الجامعية          | 1997        | غير معروف   | العربية |
| «المحاسبة المتوسطة الاطار الفكري والعلمي للمحاسبة كنظام للمعلومات»           | الدار الجامعية          | 2003        | غير معروف   | العربية |
| «الاسس العلمية والعملية لمحاسبة شركات الاشخاص والاموال»                      | الدار الجامعية          | 1997        | غير معروف   | العربية |
| «الاسس العلمية والعملية لمراجعة الحسابات»                                    | الدار الجامعية          | 1997        | غير معروف   | العربية |
| «المحاسبة المتوسطة القياس والافصاح وفقا لمعايير المحاسبة المالية»            | الدار الجامعية          | 2003        | غير معروف   | العربية |
| «المحاسبة المتوسطة(أسس القياس والإفصاح المحاسبي)»                            | الدار الجامعية          | 1998        | غير معروف   | العربية |
| «القياس والتحليل المحاسبي»                                                   | الدار الجامعية          | 2013        | غير معروف   | العربية |